# تلمبه ایرج اسدی
تلمبه ایرج اسدی یک منطقهٔ مسکونی در ایران است که در دهستان نجف‌آباد (سیرجان) واقع شده‌است.